# Wahlen in Tuvalu
Bei Wahlen in Tuvalu unterscheidet man seit der Unabhängigkeit einen Anlass, zu dem diese in Tuvalu stattfinden. Die Wahl basiert auf der Verfassung von Tuvalu und dem Wahlrecht von 1980, mit Änderungen 2008 und 2011.
Das aktive Wahlrecht in Tuvalu haben alle tuvaluischen Staatsbürger, die das 18. Lebensjahr vollendet haben.

## Wahlen
Das Einkammernparlament von Tuvalu, Fale i Fono, wird alle vier Jahre direkt gewählt. Jeder Tuvaluer wählt in seinem Wahlkreis mit einer Stimme einen direkten Abgeordneten für das Parlament. In ihm vertreten laut Verfassung mindestens 12 Abgeordnete das Volk. Seit Unabhängigkeit des Landes hat das Parlament stets 15 Sitze, zwei aus sieben der acht Wahlkreise Tuvalus sowie einen aus dem Wahlkreis Nukulaelae.
Nachwahlen finden dann statt, wenn ein Abgeordneter aus dem Parlament der laufenden Legislaturperiode, zum Beispiel durch Tod, ausscheidet.
Der Premierminister von Tuvalu wird vom Parlament gewählt.
Der Generalgouverneur des Landes wird vom Staatsoberhaupt, derzeit König Charles III., auf Vorschlag des Premierministers ernannt.

## Referendum
Beim Referendum zur Monarchie in Tuvalu 2008 haben sich fast zwei Drittel der Einwohner für den Beibehalt der Monarchie ausgesprochen.